# Jorge de Oldemburgo
Jorge de Oldemburgo (em alemão: Peter Friedrich Georg von Oldenburg; 9 de maio de 1784 – 27 de dezembro de 1812) foi um filho do grão-duque Pedro I de Oldemburgo e marido da grã-duquesa Catarina Pavlovna da Rússia. Na Rússia era chamado de príncipe Jorge Petrovich Oldenburgsky.

## Família

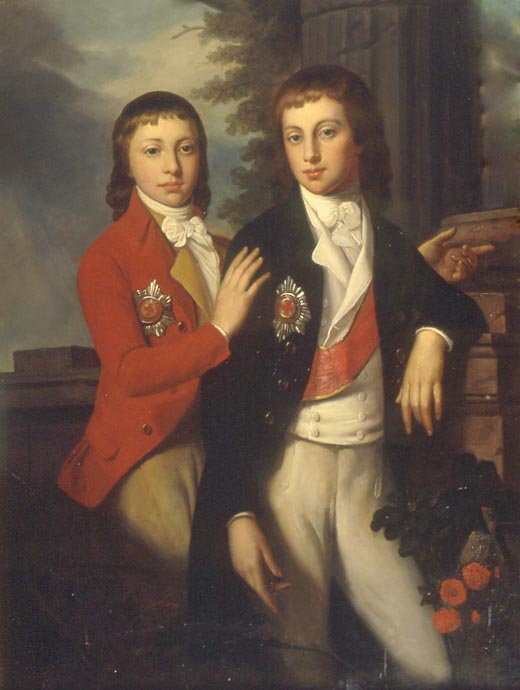
Jorge com o irmão mais velho, o futuro grão-duque Augusto de Oldemburgo.

Jorge foi o filho mais novo do grão-duque Pedro I de Oldemburgo e da princesa Frederica de Württemberg. Os seus avós paternos eram o príncipe Jorge Luís de Holstein-Gottorp e a princesa Sofia Carlota de Schleswig-Holstein-Sonderburg-Beck. Os seus avós maternos eram o duque Frederico II Eugénio de Württemberg e a marquesa Sofia Doroteia de Brandemburgo-Schwedt. Entre os seus tios estavam o rei Frederico I de Württemberg, a princesa Sofia Doroteia de Württemberg, casada com o czar Paulo I da Rússia e a princesa Isabel de Württemberg, casada com o sacro-imperador Francisco I da Áustria.

## Casamento e descendência
No dia 3 de agosto de 1809, Jorge casou-se com a grã-duquesa Catarina Pavlovna da Rússia, a quarta filha do czar Paulo I da Rússia e da princesa Sofia Doroteia de Württemberg e irmã preferida do czar Alexandre I da Rússia. Os acontecimentos que levaram a esta união começaram quando Napoleão Bonaparte, esperando fortalecer a aliança com a Rússia, assim como conseguir um herdeiro masculino, demonstrou interesse em casar com Catarina depois de finalizar o seu divórcio com a imperatriz Josefina. Esta proposta horrorizou tanto a família imperial russa que a mãe de Catarina arranjou imediatamente o casamento da filha com o seu sobrinho, o duque Jorge de Oldemburgo. No dia de casamento, Jorge recebeu o tratamento de Alteza Imperial e foi nomeado governador-geral de três províncias centrais russas: Tver, Yaroslavl e Novgorod.
Apesar do casamento ser arranjado, foi feliz. Catarina era vista como bonita e vivaz e adorava o marido. Como Jorge era o filho mais novo do duque de Oldembrugo e tinha poucas probabilidades de vir a herdar o trono, passou em viver em Tver, na Rússia, com a esposa. A família passou a usar nomes russos e eram conhecidos como os Oldenburgsky. Jorge foi nomeado governador no Volga, mas morreu seis meses depois do nascimento do seu segundo filho.
Deste casamento nasceram dois filhos:
- Pedro Jorge Paulo Alexandre Georgievich de Oldemburgo (30 de agosto de 1810 – 16 de novembro de 1829); morreu aos 19 anos de idade; sem descendência;
- Constantino Frederico Pedro Georgievich de Oldemburgo (26 de agosto de 1812 – 14 de maio de 1881); casado com a princesa Teresa de Nassau-Weilburg; com descendência.

## Guerra
No dia 22 de janeiro de 1811, o ducado de Oldemburgo foi anexado por Napoleão. Como Jorge era casado com a irmã de Alexandre I, este acto foi visto como um grande insulto pelos russos e um dos muitos acontecimentos que levaria ao fim da troca de correspondência entre o czar russo e o imperador francês. A família Oldemburgo acabaria por recuperar o ducado após a derrota de Napoleão.
Em 1812, Jorge morreu de febre tifoide. A sua morte foi um grande golpe para a sua esposa, mas esta viria a casar-se novamente com outro primo direito, o rei Guilherme I de Württemberg, em 1816.